# Vera (seizoen 5)
Dit artikel vat het vijfde seizoen van Vera samen. Dit seizoen liep van 5 april 2015 tot en met 26 april 2015 en bevatte vier afleveringen. 

## Rolverdeling

### Hoofdrollen
- Brenda Blethyn - DCI Vera Stanhope
- Jon Morrison - DC Kenny Lockhart
- Kenny Doughty - DS Aiden Healy
- Riley Jones -  DC Mark Edwards
- Cush Jumbo - DC Bethany Whelan
- Kingsley Ben-Adir - dr. Marcus Summer
- Lisa Hammond - Helen

## Afleveringen
| Nr. | Aflevering | Titel              | Schrijver      | Regisseur        | Selectie gastrollen | Uitzenddatum  |  |
| --- | ---------- | ------------------ | -------------- | ---------------- | --- | ------------- |  |
| 17 | 1          | Changing Tides     | Martha Hillier | Marek Losey      | Wayne Foskett - Jim Viner Katherine Rose Morley - Claire Viner Dorian Lough - Malcolm Raggert Katie Brayben - Sally Elliot James Langridge - Ryan                                                            | 5 april 2015  |  |
| Als er onder verdachte omstandigheden brand uitbreekt op een camping, gaan Vera en haar nieuwe rechercheur Aiden Healy op onderzoek uit. Zij ontdekken al snel dat er een vrouwelijk slachtoffer is gevallen, zij wordt gevonden in een van de uitgebrande caravans en blijkt voor de brand al vermoord te zijn. Campingeigenaar Jim Viner keert terug met zijn dochter Clare van een weekendje weg en vermoedt al snel dat het slachtoffer zijn zus Deena moet zijn. Hij kan niet verklaren waarom Deena daar was, en niet in haar eigen huis. Vaste bewoner Malcolm van de camping keert ook terug en ontdekt daar dat zijn caravan ook vernietigd is door de brand. Nu is aan Vera en Aiden de taak om uit te zoeken hoe en door wie Deena vermoord is, en wie de brand aangestoken heeft. |            |                    |                |                  | |               |  |
| 18 | 2          | Old Wounds         | Martha Hillier | Daikin Marsh     | Angela Bruce - Beryl Doyle George Costigan - Bill Telling Martin Marquez - Michael Tennant Philip Martin Brown - Stan Convile Daragh O'Malley - John Warrick                                                 | 12 april 2015 |  |
| Wanneer het lichaam van een tienermeisje half begraven in het bos wordt gevonden gaat Vera met haar team op onderzoek uit, zij komen al snel terecht in een onderzoek naar een dertig jaar oud mysterie. De overblijfselen wordt geïdentificeerd van een dochter van een mijnwerker genaamd Carrie Telling, die verdween tijdens de stakingsrellen in 1984. In die tijd was Carrie een probleemkind, maar haar vader Bill bleef beweren dat Carrie nooit uit haar eigen zou weglopen maar dit werd door niemand geloofd. Het onderzoek brengt Vera weer in contact met haar oude baas John Warrick, die geschokt is als hij ontdekt dat hij destijds het onderzoek niet goed heeft geleid. |            |                    |                |                  | |               |  |
| 19 | 3          | Muddy Waters       | Glen Laker     | Stewart Svaasand | Mark Bonnar - Danny Pryor Alex Reid - Karen Pryor Mark Womack - Billy Reeves Jennifer Hennessy - Deirdre Reeves Lee Ross - Frank O'Brien Velibor Topic - Milosh Beqiri Aisling Franciosi - Sigourney O'Brien | 19 april 2015 |  |
| Wanneer een onbekende lichaam wordt gevonden in een gierkelder, op een afgelegen boerderij, gaan Vera en Aiden op onderzoek uit. Boerderijeigenaar Danny Pryor en zijn rechterhand Milosh Beqiri worden tijdens het onderzoek gedwongen om toe te geven dat zij diverse illegale Servische werkers in dienst hebben. Goran Vlasic vlucht dan weg vanaf de boerderij, en Vera en Aiden vinden Zamir Ilic op zijn bed met een schotwond in zijn nek. Dankzij een vervaagde tatoeage op het lichaam van het slachtoffer wordt hij geïdentificeerd als Jack Reeves, een jongeman van een reisgezelschap uit de buurt. Vera en Aiden moeten nu zien te achterhalen wat de connectie was tussen Jack en de boerderijbewoners. |            |                    |                |                  | |               |  |
| 20 | 4          | Shadows in the Sky | Martha Hillier | Will Sinclair    | Raquel Cassidy - Gloria Edwards Nadine Marshall - Ellie Thorne Daniel Ezra - Cameron Thorne Carla Melaco - Lila Tilley Niall Greig Fulton - Logan Tilley Levi Heaton - Hannah Ferris                         | 26 april 2015 |  |
| Havenarbeider Owen Thorne valt vanaf het dak van een parkeergarage op een auto waarbij hij komt te overlijden, dit terwijl hij zijn dochter Lila van een feest wilde halen. Alles wijst erop dat hij niet vrijwillig is gesprongen, en zijn vrouw Ellie beweert dat Owen een liefhebbende man en vader was van Lila die zij wilde adopteren. Vera en haar team ontdekken dan al snel dat Owen op zijn werk in een heftig meningsverschil verwikkeld was over een overlijden van een collega. In de haven bekent kantoormedewerkster Gloria dat Tom McKittrick stierf nadat zijn veiligheidsuitrusting dienst weigerde. Iedereen op de haven denkt dat Owen hiervoor verantwoordelijk was, ondanks dat een onderzoek Owen vrijpleitte. De vader van Tom bekent dat hij op wraak uit was, maar heeft desondanks een alibi voor de dood van Owen. Vera en haar team moeten dus nu uitzoeken wie nu dan verantwoordelijk is voor de dood van Owen. |            |                    |                |                  | |               |  |